# Carlo Mazza

Bischofswappen von Carlo Mazza

Carlo Mazza (* 7. Januar 1942 in Entratico) ist ein italienischer Geistlicher und emeritierter römisch-katholischer Bischof von Fidenza.

## Leben
Carlo Mazza empfing am 21. Dezember 1968 die Priesterweihe für das Bistum Bergamo.
Papst Benedikt XVI. ernannte ihn am 1. Oktober 2007 zum Bischof von Fidenza. Der Erzbischof von Bologna, Carlo Kardinal Caffarra, spendete ihm am 1. Dezember desselben Jahres die Bischofsweihe; Mitkonsekratoren waren Giuseppe Betori, Generalsekretär der Italienischen Bischofskonferenz, Salvatore Boccaccio, Bischof von Frosinone-Veroli-Ferentino, Josef Clemens, Sekretär des Päpstlichen Rates für die Laien, und Roberto Amadei, Bischof von Bergamo. Als Wahlspruch wählte er Omnia cooperantur in bonum.
Papst Franziskus nahm am 17. März 2017 seinen altersbedingten Rücktritt an.